# 29e cérémonie des Nika
La 29e cérémonie des Nika, organisée par l'Académie russe des sciences et des arts cinématographiques, s'est déroulée le 1er avril 2016 et a récompensé les films russes sortis en 2015.
Le film Cher Hans, brave Piotr d'Alexandre Mindadze remporte le prix du meilleur film.

## Palmarès

### Nika du meilleur film
- Cher Hans, brave Piotr d'Alexandre Mindadze
  - Bataillon de Dmitri Meskhiev
  - Résistance de Sergueï Mokritskiy
  - La fin de la belle époque de Stanislav Govoroukhine
  - De l'amour d'Anna Melikian
  - Pays OZ de Vassili Sigarev

### Nika du meilleur film de CEI, de Géorgie et des États baltes
- Nomade céleste de Mirlane Abdikalikov •  Kirghizistan
  - 1944 d'Elmo Nüganen •  Estonie
  - Le trio caucasien d'Eldar Chenguelaia •  Géorgie
  - Cantique des Cantiques d'Eva Neïman •  Ukraine
  - Peace to Us in Our Dreams de Šarūnas Bartas •  Lituanie

### Nika du meilleur documentaire
- Valentina Kropivnitskaya : à la recherche du paradis perdu d'Evgueni Tsimbal
  - Varlam Shalamov : l'experience d'un jeune homme de Pavel Petchïonkine
  - Cardiopulmonaire de Svetlana Strelnikova
  - Léon Tolstoï et Dziga Vertov : un double portrait à l'intérieur de l'époque  d'Anna et Galina Evtouchenko

### Nika du meilleur film d'animation
- Le Loup Vasia  d'Ekaterina Sokolova
  - Pourquoi la banane se casse-t-elle  de Svetlana Razgouliaeva
  - Les hiboux sont tendres de Sergueï Kapkov

### Nika du meilleur réalisateur
- Stanislav Govoroukhine pour La fin de la belle époque
  - Alexeï Guerman Jr pour Under Electric Clouds
  - Anna Melikian pour De l'amour
  - Vassili Sigarev pour Pays OZ

### Nika du meilleur acteur
- Danila Kozlovski pour son rôle dans Sans esprit 2
- Alexandre Yatsenko pour son rôle dans Insight
  - Oleg Yagodine pour son rôle dans Orléans

### Nika de la meilleure actrice
- Irina Kouptchenko pour son rôle dans Outchilka
  - Ioulia Peressild pour son rôle dans Résistance
  - Yana Troyanova pour son rôle dans Pays OZ

### Nika du meilleur acteur dans un second rôle
- Mikhaïl Efremov pour son rôle dans De l'amour
  - Alexandre Bachirov pour son rôle dans Pays OZ
  - Vladimir Simonov pour son rôle dans Pays OZ

### Nika de la meilleure actrice dans un second rôle
- Inna Tchourikova pour son rôle dans Pays OZ
  - Maria Kojevnikova pour son rôle dans Bataillon
  - Rosa Khairoullina pour son rôle dans Cher Hans, brave Piotr
  - Maria Chalaeva pour son rôle dans De l'amour

### Nika du meilleur scénario
- Cher Hans, brave Piotr – Alexandre Mindadze
  - Orléans – Iouri Arabov
  - Les Anges de la révolution – Alekseï Fedortchenko

### Nika de la meilleure musique
- Dans le lointain quarante-cinquième ... Rencontres sur l'Elbe – Piotr Todorovski et Alexeï Aïgui
  - Orléans – Martin Jacques et Alexeï Aïgui
  - Les Anges de la révolution - Andreï Karasiov

### Nika de la meilleure photographie
- La fin de la belle époque – Guennadi Kariouk
  - Les Anges de la révolution - Chandor Berkechi
  - Peace to Us in Our Dreams – Evgueni Privine et Sergey Mikhalchuk
  - Orléans - Youri Raïski

### Nika du meilleur son
- Orléans – Maxime Belovolov
  - Pays OZ – Vladimir Golovnitski
  - Peace to Us in Our Dreams - Ivan Gousakov

### Nika des meilleurs décors
- La fin de la belle époque – Valentin Gidoulianov
  - Orléans – Youri Karasik
  - Les Anges de la révolution - Alekseï Fedortchenko et Artiom Khabibuline

### Nika des meilleurs costumes
- Les Anges de la révolution – Olga Gousak
  - Orléans - Vladimir Nikiforov et Dmitri Andreev
  - La fin de la belle époque – Natalia Moneva

### Nika de la révélation de l'année
- Ivan Kolesnikov – acteur de La fin de la belle époque
  - Natalia Koudriachova – réalisatrice de Pionniers-héros
  - Ella Manjeeva – réalisatrice de Mouettes

## Statistiques

### Récompenses/nominations multiples
4/6 : La fin de la belle époque
2/3 : Cher Hans, brave Piotr
1/7 : Pays OZ et Orléans
1/5 : Les Anges de la révolution
1/4 : De l'amour
0/3 : Peace to Us in Our Dreams
0/2 : Bataillon et Résistance